# Лампе, Карлос
Ка́рлос Эми́лио Ла́мпе По́ррас (исп. Carlos Emilio Lampe Porras; 17 марта 1987, Санта-Крус-де-ла-Сьерра) — боливийский футболист, вратарь клуба «Боливар» и сборной Боливии.

## Клубная карьера
В профессиональном футболе дебютировал в 2006 году, подписав контракт с клубом «Университарио» (Сукре). В составе этой команды он провёл один сезон, не сыграв в основном составе ни одного матча. Впоследствии с 2007 по 2010 год играл в составе команд клубов «Боливар», «Гуабира» и «Университарио» (Сукре).
Своей игрой за последнюю команду привлёк внимание представителей тренерского штаба клуба «Сан-Хосе Оруро», к которому присоединился в 2011 году. Следующие четыре сезона своей игровой карьеры Лампе играл за этот клуб. Большую часть времени, проведённого в составе «Сан-Хосе», был основным голкипером команды. 13 марта 2014 года в матче против «Университарио» (4:3) реализовал назначенный в ворота соперников пенальти.
В 2015 году Лампе пополнил состав клуба «Спорт Бойз Варнес». С тех пор он провёл 39 матчей в национальном чемпионате за эту команду. Летом 2016 года Карлос подписал контракт с чилийским «Уачипато». 31 июля в матче против «Аудакс Итальяно» он дебютировал в чилийской Примере. Лампе оставался основным вратарём команды вплоть до 2018 года.

## Карьера в сборной
Лампе играл за сборную Боливии на Чемпионате Южной Америки среди молодёжных команд, проходившем в Парагвае. В 2009 году он получил свой первый вызов во взрослую сборную Боливии на матчи отборочного турнира на Чемпионат мира 2010 против Венесуэлы и Чили 6 и 10 июня соответственно. Тем не менее, на поле он так и не вышел. 24 февраля 2010 года Лампе дебютировал за сборную в товарищеском матче против сборной Мексики (0:5).
29 марта 2016 года Лампе впервые с 2010 года вышел в стартовом составе сборной в матче отборочного турнира на Чемпионат мира 2018 против Аргентины (0:2). После этого Лампе был вызван на Кубок Америки 2016, на котором сыграл во всех трёх матчах и стал капитаном сборной. 5 октября 2017 года сумел принести своей сборной ничью в матче против Бразилии, сыгранном в Ла-Пасе, сделав одиннадцать сейвов и установив рекорд в квалификации, за что получил похвалу от самого Тите. В дальнейшем Лампе также был вызван на три следующих розыгрыша Кубка Америки: 2019, 2021 и 2024 годов. В 2019 и 2021 годах был основным вратарём своей сборной на турнире, приняв участие во всех трёх матчах своей сборной на обеих турнирах соответственно.

## Титулы
- Чемпион Боливии (2): 2015 (Апертура), 2020